# LiBeraturpreis
LiBeraturpreis (Initiative LiBeraturpreis im Ökumenischen Zentrum Christuskirche) – nagroda literacka, przyznawana pisarkom z krajów Afryki, Azji, Ameryki Łacińskiej i krajów arabskich. Przyznawana jest przez niemiecką organizację ekumeniczną Ökumenischen Zentrum Christuskirche.
Intencją ustanowienia nagrody był fakt, że kobiety z krajów globalnego południa są niedoreprezentowane na rynku książki w Niemczech, co przekłada się na utrwalanie się stereotypowego wizerunku kobiet jako potrzebujących pomocy ofiar społeczeństwa. 
Zdobywczyni nagrody otrzymuje 3000 euro oraz zaproszenie na Targi Książki we Frankfurcie nad Menem.

## Laureatki
- 1988: Maryse Condé (Gwadelupa) za Ségou: Les murailles de terre (tł. niem. Segu. Die Mauern aus Lehm)[2]
- 1989: Assia Djebar (Algieria) za Ombre sultane (tł. niem. Die Schattenkönigin)
- 1990: Kamala Markandaya (Indie) za Nectar in a Sieve (tł. niem. Nektar in einem Sieb)
- 1991: Bapsi Sidhwa(inne języki) (Pakistan) za Ice Candy Man
- 1992: Rosario Ferré (Puerto Rico) za Fracción mágica (tł. niem. Kristallzucker)
- 1993: Pham Thi Hoai(inne języki) (Wietnam) za La messagère de cristal (tł. niem. Die Kristallbotin)
- 1994: Patricia Grace (Nowa Zelandia) za Potiki)
- 1995: Venus Khoury-Ghata(inne języki) (Liban) za La maîtresse du notable (tł. niem. Die Geliebte des Notablen)
- 1996: Carmen Boullosa(inne języki) (Meksyk) za La milagrosa (tł. niem. Die Wundertäterin)
- 1997: Zoé Valdés (Kuba) za La nada cotidiana (tł. niem. Das tägliche Nichts)
- 1998: Mayra Montero(inne języki) (Kuba) za Tú, la oscuridad (tł. niem. Der Berg der verschwundenen Kinder)
- 1999: Astrid Roemer(inne języki) (Surinam) za Lijken op liefde (tł. niem. Könnte Liebe sein)
- 2000: Edwidge Danticat (Haiti/USA) za The Farming of Bones (tł. niem. Die süße Saat der Tränen)
- 2001: Paula Jacques(inne języki) (Egipt) za Les femmes avec leur amour (tł. niem. Die Frauen mit ihrer Liebe)
- 2002: Yvonne Vera(inne języki) (Zimbabwe) za Butterfly Burning (tł. niem. Schmetterling in Flammen)
- 2003: Oh Jung-hee(inne języki) (Korea) za Sae (tł. niem. Vögel)
- 2004: Leïla Marouane (Algieria) za Ravisseur (tł. niem. Entführer)
- 2005: Fatou Diome(inne języki) (Senegal) za Le Ventre de l’Atlantique (tł. niem. Der Bauch des Ozeans)
- 2006: Andrea Blanqué(inne języki) (Urugwaj) za  La Pasajera (tł. niem. Die Passantin)
- 2007: Michelle de Kretser(inne języki) (Australien/Sri Lanka) za The Hamilton Case (tł. niem. Der Fall Hamilton)
- 2008: Aminatta Forna(inne języki) (Sierra Leone/WIelka Brytania) za Ancestor Stones (tł. niem. Abies Steine)
- 2009: Elizabeth Subercaseaux(inne języki) (Chile) za Una semana de octubre (tł. niem. Eine Woche im Oktober)
- 2010: Claudia Piñeiro (Argentyna) za Elena sabe (tł. niem. Elena weiß Bescheid)[3]
- 2011: Nathalie Abi-Ezzi (Liban) za A girl made of dust (tł. niem. Rubas Geheimnis)
- 2012: Sabina Berman(inne języki) (Meksyk) za La Mujer que buceó dentro del Corazón del Mundo (tł. niem. Die Frau, die ins Innerste der Welt tauchte)
- 2013: Patrícia Melo(inne języki) (Brazyia) za Ladrão de Cadáveres (tł. niem. Leichendieb)
- 2014: Raja Alem(inne języki) (Arabia Saudyjska) za Tawq al-Hamam (tł. niem. Das Halsband der Tauben)
- 2015: Madeleine Thien (Kanada, autorka pochodzenia chińsko-malezyjskiego) za Dogs at the Perimeter (tł. niem. Flüchtige Seelen)
- 2016: Laksmi Pamuntjak (Indonezja) za Amba (tł. niem. Alle Farben Rot)
- 2017: Faribā Vafī(inne języki) (Iran) za Tarlan
- 2018: Nguyen Ngoc Tu(inne języki) (Wietnam) za  Endlose Felder
- 2019: Mercedes Rosende(inne języki) (Urugwaj) za Lágrimas de cocodrilo (tł. niem. Krokodilstränen)[4]
- 2020: Lina Atfah(inne języki) (Syria/Niemcy) za Das Buch von der fehlenden Ankunft[5]
- 2021: Pilar Quintana(inne języki) (Kolumbia) za La Perra (tł. niem. Hündin)[6]